# Petar Trifunović
Petar Trifunović (ur. 31 sierpnia 1910 w Dubrowniku, zm. 8 grudnia 1980 w Belgradzie) – serbski szachista, arcymistrz od 1953 roku.

## Kariera szachowa
Od połowy lat 40. do połowy 60. XX wieku należał do ścisłej czołówki jugosłowiańskich szachistów. Pięciokrotnie (1945, 1946, 1947 - wspólnie ze Svetozarem Gligoriciem, 1952, 1961) zdobył złote medale w mistrzostwach kraju. Pomiędzy 1935 a 1962 r. wystąpił w siedmiu szachowych olimpiadach, zdobywając wspólnie z drużyną 5 medali: złoty (1950), dwa srebrne (1958, 1962) i dwa brązowe (1952, 1954). Był również trzykrotnym srebrnym medalistą drużynowych mistrzostw Europy (w latach 1957, 1961, 1965).
Największy sukces w karierze osiągnął w roku 1948, zajmując w Saltsjöbaden X miejsce w turnieju międzystrefowym, co nieoficjalnie odpowiadało wówczas dwunastej pozycji na świecie. W roku 1949 rozegrał w Opatii mecz z Mieczysławem Najdorfem, zakończony remisem 6 - 6. Wystąpił w wielu międzynarodowych turniejach, sukcesy osiągając m.in. w Nowym Sadzie (1936, II miejsce), Zlinie (1945, I m.), Pradze (1946, dz. II m.), Hilversum (1947. dz. II m.), Limie (1950, I m.), Londynie (1951, dz. II m.), Rio de Janeiro (1952, dz. II m.), Sarajewie (1958, dz. I m., turniej Bosna), Netanji (1961, dz. I m.) i Beverwijk (1962, I m.).
Według retrospektywnego systemu Chessmetrics, najwyżej notowany był w sierpniu 1947 r., zajmował wówczas 12. miejsce na świecie.
Wniósł znaczny wkład w rozwój teorii szachowej, do gry praktycznej wprowadzając nowe warianty w obronie Alechina i słowiańskiej oraz nowe kontynuacje w partiach hiszpańskiej i rosyjskiej.